# Liechtenstein aux Jeux olympiques d'hiver de 2002
Le Liechtenstein participe aux Jeux olympiques d'hiver de 2002 à Salt Lake City aux États-Unis du 8 au 24 février 2002. Il s'agit de sa 15e participation à des Jeux olympiques d'hiver.
Le Liechtenstein fait partie des nations qui ne remportent pas de médaille durant ces Jeux olympiques.

## Ski alpin

### Résultats
| Athlète         | Épreuve      | Manche 1      | Rang | Manche 2      | Rang | Temps / Total | Rang Final |
| --------------- | ------------ | ------------- | ---- | ------------- | ---- | ------------- | ---------- |
| Marco Büchel    | Descente     | NC            | NC   | NC            | NC   | 1 min 41 s 86 | 29e        |
| Marco Büchel    | Slalom Géant | 1 min 13 s 67 | 15e  | 1 min 12 s 22 | 18e  | 2 min 25 s 89 | 17e        |
| Marco Büchel    | Super-G      | NC            | NC   | NC            | NC   | 1 min 23 s 52 | 13e        |
| Markus Ganahl   | Slalom       | 51 s 85       | 24e  | DNF           | -    | DNF           | -          |
| Markus Ganahl   | Slalom Géant | 1 min 14 s 70 | 31e  | 1 min 13 s 22 | 26e  | 2 min 27 s 92 | 27e        |
| Jürgen Hasler   | Descente     | NC            | NC   | NC            | NC   | 1 min 41 s 76 | 26e        |
| Jürgen Hasler   | Super-G      | NC            | NC   | NC            | NC   | DNF           | -          |
| Michael Riegler | Slalom Géant | 1 min 16 s 16 | 45e  | 1 min 14 s 58 | 34e  | 2 min 30 s 74 | 35e        |
| Michael Riegler | Super-G      | NC            | NC   | NC            | NC   | DNF           | -          |
| Achim Vogt      | Slalom Géant | 1 min 14 s 84 | 32e  | 1 min 12 s 74 | 21e  | 2 min 27 s 58 | 23e        |

| Athlète              | Épreuve      | Manche 1      | Rang | Manche 2 | Rang | Temps / Total | Rang Final |
| -------------------- | ------------ | ------------- | ---- | -------- | ---- | ------------- | ---------- |
| Birgit Heeb-Batliner | Slalom Géant | 1 min 17 s 29 | 10e  | DNF      | -    | DNF           | -          |